# Rafael Sáenz Rodríguez
Rafael Sáenz Rodríguez (San José; 27 de febrero de 1977) es un pintor de  Costa Rica. Es hijo de Fernando Sáenz Cuesta y Olga Rodríguez Bolaños. Fue nombrado como Cónsul de Costa Rica en Guayaquil, Ecuador, el 1 de junio de 2006.

## Estudios
- 1995: Taller de Artes Plásticas, Loida Pretiz, Universidad de Costa Rica, San José.
- 1997: Taller de Xilografía, Adolfo Siliézar, Casa de Cultura Popular José Figueres, Banco Popular, San José, Costa Rica.
- 1998: Taller de Grabado en Metal, Rudy Espinoza, Centro de Artes Visuales La Nueva Escuela, San José, Costa Rica.
- 2000: Taller de Monotipia, Rudy Espinoza, Centro de Artes Visuales La Nueva Escuela, San José, Costa Rica.
- 2001: Taller con el Maestro Rafa Fernández.[3]

El 24 de noviembre de 2003, se incorpora al Colegio de Abogados de Costa Rica.
También ha estudiado en el Círculo de Bellas Artes de Madrid, la Real Casa de la Moneda, y los Talleres Internacionales de Arte Contemporáneo de Córdoba, en España.

## Exposiciones
Su obra ha sido exhibida en diversas ocasiones en Centroamérica, Europa y Estados Unidos. Ha realizado cuatro muestras individuales en San José, Costa Rica:
- 2000: «Eviterno», Galería Kandinsky.
- 2001: «Cronología», Galería Kandinsky.
- 2002: «Notas al Margen», Galería Kandinsky.[4]
- «Objetos anónimos», Galería Joaquín García Monge del Teatro Nacional de Costa Rica.

-Segunda Confrontación en el Arte, en la Galería Nacional del Centro Costarricense de Ciencia y Cultura;
-V Bienal Centroamericana de Artes Visuales, en el Museo de Arte Contemporáneo de El Salvador, San     Salvador;
-II Muestra Centroamericana de Arte Emergente, en el Museo de Arte y Diseño Contemporáneo https://web.archive.org/web/20161107163302/http://www.madc.ac.cr/, San José;
-“Le Salon 2004”, 215avo. Salón de la Société des Artistes  Français, en París;
-y la muestra “ONLY” de Arte Contemporáneo, en Córdoba, España.
Ha sido seleccionado en tres ediciones de Bienarte, el evento más importante de la plástica costarricense actual; y sus grabados, en la muestra “La Estampa Joven”.
Sus trabajos se encuentran en colecciones públicas y privadas, entre ellas, la Colección de los Reyes de España, la del Ayuntamiento de Córdoba, en Andalucía, España.

## Premios y reconocimientos
- 2001: Primer Lugar en el Certamen de Artes Visuales de la Universidad de Costa Rica.[6]

- 2005: Artista ganador en Bienarte, la Bienal Costarricense de Artes Visuales, seleccionado para representar a Costa Rica en la Bienal Centroamericana de 2006.[7]

- En el año 2006 obtiene, en obra colectiva con Ariane Garnier  Archivado el 3 de junio de 2008 en Wayback Machine., el Primer Lugar en la III Bienal Internacional de Arte y Diseño Textil, con la pieza "Todos con todos".

## Comentarios sobre su obra
Sobre su obra, el maestro costarricense Rafa Fernández, Premio Magón, ha escrito:
«La obra está llena de hermosas veladuras que la enriquecen en plasticidad, y le dan la calidad necesaria para interesar al espectador por medio, también, de un lenguaje signográfico que va bordando majestuosamente sobre la superficie pictórica.»
En el acta del Jurado de la Binarte 2005, el jurado consideró sobre su obra «Yo tampoco», Pintura Mural, lo siguiente:
«Se consideró que este artista nos ofrece valiosas reflexiones en torno a la relación de un artista con su medio y con su entorno local. Estas dos minúsculas obras, que contienen gran ironía y una intencionada contradicción, nos hablan acerca de la inevitable -pero sana- relación personal con sus colegas, el persistente mimetismo de la escena artística local y la perenne incertidumbre filosófica que todo artista vive y que sin embargo es indisociable de su profesión.»